# Sevko Kadric
Sevko Kadric, född 8 maj 1955, död 11 oktober  2014, var en författare som skrev på bosniska och svenska. 
Kadric har publicerat ett tiotal böcker. Han kom från Bosnien men bodde i Sverige sedan 1992. Tidigare undervisade han i tolv år vid universitet i Sarajevo. Han klättrade i många europeiska berg, bland annat (Mont Blanc, Olympos, Musala. Kadric var aktiv i miljörörelsen i Bosnien och Hercegovina.

## Verk (på svenska)
- Kadrić, Ševko; Kadric Biljana (övers.) (2002). Bosnien och bosnierna. [Värnamo: S. Kadric]. Libris 8792084. ISBN 91-631-2705-9
- Kadrić, Ševko; Catic Elvira (övers.), Tufek Erna (övers.) (2002). Hamlet från Bosnien. [Värnamo: S. Kadric]. Libris 8791961. ISBN 91-631-1831-9
- Kadrić, Sevko; Kadric Jasna (övers.), Tufek Erna (övers.) (2004). Bogumilerna som inspiration = Bogumili kao inspiracija (tvåspråkig utgåva). [Värnamo: Författare och översättare från Bosnien i Sverige]. Libris 9473050. ISBN 91-974511-1-8
- Kadrić, Sevko; Tufek Erna (övers.), Zarkovic Djordje (bearb.) (2005). Borttappade bilder: roman. Hestra: Isaberg. Libris 10051543. ISBN 91-7694-709-2
- Kadrić, Sevko; Tufek Erna (övers.) (2007). Sista striden. Värnamo: Hamlet. Libris 10655496. ISBN 9789197639729
- Kadrić, Sevko; Kadric Jasna (övers.) (2010). Måsen och andra noveller. Värnamo: Hamlet. Libris 12454618. ISBN 91-631-1831-9
- Kadric, Sevko (2011). Jag vill måla himlen. Hamlet. Libris 12468260. ISBN 978-91-979582-9-5